# Siro-malabarska katolička Crkva
Siro-malabarska katolička Crkva (aram. ܥܹܕܬܵܐ ܕܡܲܠܲܒܵܪ ܣܘܼܪܝܵܝܵܐ‎, Edtha d'Malabar Suryaya) velika je nadbiskupska Crkva istočnog sirijskog obreda koja je u punom zajedništvu s katoličkom Crkvom. Druga je po brojnosti među istočnim Crkvama u zajedništvu s rimskim biskupom. Broji oko 4.6 milijuna vjernika, uglavnom na području Indije, a ima pedesetak biskupa i preko 3000 župa. 
Prva kanonizirana svetica ove Crkve je Sveta Alfonza. Uz nju, Crkva ima još po dvoje kanoniziranih svetaca i blaženika.